# Saint Georges et le Dragon (Notke)
Pour les articles homonymes, voir Saint Georges et le Dragon.
Saint Georges et le Dragon (en suédois : Sankt Göran och draken) est une sculpture en bois de la fin du Moyen Âge représentant la légende de Saint Georges et le Dragon, située à la Storkyrkan de Stockholm, en Suède.
Elle est attribuée à Bernt Notke, d'après une commande du régent suédois Sten Sture le Vieil.

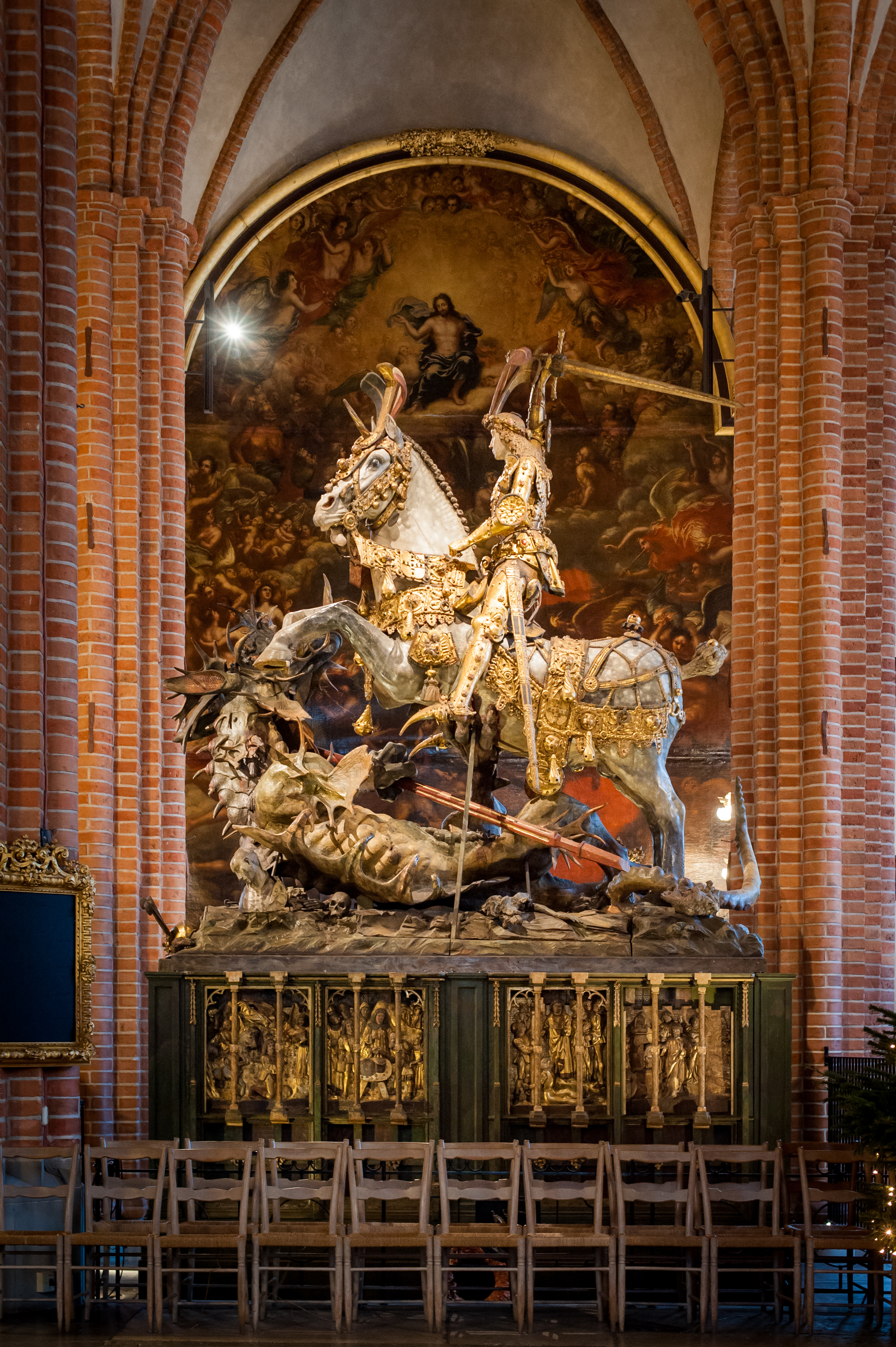
Saint Georges et le Dragon.